# Ґлоґовець (Поддембицький повіт)
Ґлоґовець (пол. Głogowiec) — село в Польщі, у гміні Задзім Поддембицького повіту Лодзинського воєводства.
У 1975-1998 роках село належало до Серадзького воєводства.